# Birgit Jüngst
Birgit Jüngst (Hatzfeld, 1 de septiembre de 1967) es una deportista alemana que compitió en ciclismo de montaña en la disciplina de campo a través. Ganó dos medallas en el Campeonato Europeo de Ciclismo de Montaña en Maratón, en los años 2003 y 2005.

## Medallero internacional
| Campeonato Europeo | Campeonato Europeo      | Campeonato Europeo | Campeonato Europeo |
| Año                | Lugar                   | Medalla            | Competición        |
| ------------------ | ----------------------- | ------------------ | ------------------ |
| 2003               | Graz (Austria)          | Medalla de oro     | Campo a través     |
| 2005               | Frammersbach (Alemania) | Medalla de plata   | Campo a través     |